# 10012 Tmutarakania
A 10012 Tmutarakania (ideiglenes jelöléssel 1978 RE3) a Naprendszer kisbolygóövében található aszteroida. Nyikolaj Sztyepanovics Csernih és Ljudmila Georgijevna Karacskina fedezte fel 1978. szeptember 3-án.